# Michail Těreščenko
Michail Ivanovič Těreščenko (ukrajinsky Михайло Іванович Терещенко, rusky Михаил Иванович Терещенко / Michail Ivanovič Těreščenko; 18.jul./ 30. března 1886greg., Kyjev, Ruské impérium – 1. dubna 1956, Monako) byl ruský podnikatel ukrajinského původu, majitel cukrovarů a od roku 1917 ministr financí a zahraničí v prozatímní vládě.

## Život

### Mládí
Michail Těreščenko se narodil v rodině bohatého cukrovarníka. Už v raném dětství mluvil francouzsky, anglicky, německy, starořecky a latinsky (sám později řekl, že uměl 13 jazyků). Vystudoval Kyjevské gymnázium i univerzitu, roku 1909 dostudoval právnickou fakultu na Moskevské univerzitě.
V roce 1911 pracoval Těreščenko jako úředník. Později také jako tiskař, díky čemuž se znal se spisovateli Andrejem Bělým či Alexandrem Blokem.
Přitom byl členem správní rady všeruské společnosti cukrovarníků a členem rady Volžsko-Kamské banky.

### Činnost během první světové války
Na počátku první světové války byl Těreščenko členem Červeného kříže na jihozápadní frontě, poté pracoval jako řadový zdravotník. Roku 1915 byl předsedou Kyjevského průmyslového výboru.

### Prozatímní vláda
Po únorové revoluci roku 1917 se Těreščenko stal ministrem financí v prozatímní vládě jako bezpartijní. Aktivně usiloval o vytvoření koalice se socialisty. Dne 5. května 1917 se stal ministrem zahraničí po rezignaci neoblíbeného Pavla Miljukova. Těreščenko přesto pokračoval (i když ne tak nápadně) v jeho díle, což vedlo ke konfliktu s ministrem války Alexandrem Verchovským, který prohlašoval, že Rusko není schopné pokračovat ve válce. Těreščenko také podporoval Symona Petljuru, jehož vojska vyhlásila na Ukrajině samostatnost.

### Revoluce a exil
Dne 26. října byl Těreščenko zatčen v Zimním paláci a s ostatními ministry prozatímní vlády uvězněn v Petropavlovské pevnosti. Na jaře roku 1918 však utekl do Norska a potom do Francie. Tam se stal jedním z podporovatelů bělogvardějců a jejich spojenců. V Paříži se mu narodili synové Pjotr a Ivan, z nichž ten druhý zemřel roku 2004.